# Нонтхабурі (місто)
Нонтхабурі (тай. นนทบุรี) — головне місто однойменного округу та провінції Таїланду. Станом на 31 грудня 2019 року населення міста складає 254 375 осіб, що робить його найбільш густонаселеним муніципалітетом у Таїланді (за винятком Бангкока).

## Географія
Нонтхабурі розташований за 20 км на північ від Бангкока на річці Чаопхрая.

## Історія
Місто існувало вже в аюттхайський період історії Таїланду. Нонтхабурі двічі змінював своє місцеперебування. Вперше у 1665 сіамський цар Нараї переніс Нонтхабурі до фортеці Менам Ом, а в 1928 король Прачадіпок (Рама VII) перемістив його на сучасне місце.
15 лютого 1936 року було створено муніципалітет міста Нонтхабурі, який охоплював субрайон Суан Яй площею лише 2,5 км². З 1 січня 1943 по 9 травня 1946 Нонтхабурі входив до складу Бангкока.
25 вересня 1995 року Нонтхабурі було підвищено до міського муніципалітету шляхом розширення міста ще чотирма підрайонами, що збільшило його площу до 38,9 км². Через свою близькість до Бангкока місто вважається передмістям Бангкока, частиною столичного регіону Бангкока або Великого Бангкока.

## Економіка
Місто оточене фруктовими садами. У 2001 році німецька компанія Stiebel Eltron відкрила завод зі збирання побутової техніки.

## Визначні місця
Нонтхабурі відомий своїми храмами та ринками, такими як Ват Чалоем Пхра Кіат, Ват Чомфувек, Ват Чотікарам, Ват Кхема Фіратарам, Ват Прасат, Ват Санкхатан. У місті збереглись транспортні водні канали (кхлонги) ХІХ століття, які дають уявлення про стан Бангкоку тієї епохи. Також у Нонтхабурі стоїть ратуша в європейському стилі, яка була побудована за правління короля Рами VII. Вона прикрашена різьбленням з дерева тика.

## зовнішні посилання
- Офіційний сайт
- Нонтхабурі (місто) у Вікімандрах
- Вікісховище має мультимедійні дані за темою: Нонтхабурі (місто)